# Chris Mullin
Chris Mullin (Brooklyn, New York, SAD, 30. srpnja 1963.) je američki košarkaš.
Studirao je na rimokatoličkom sveučilištu St. John's.golden State Warriorsi su ga na draftu 1985. izabrali u 1. krugu. Bio je 7. po redu izabrani igrač.

## Vanjske poveznice
- NBA.com